# Ralph Lyford

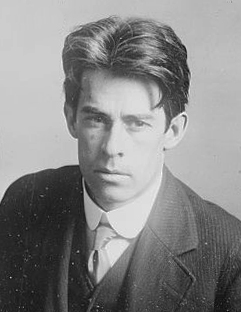
Ralph Lyford (ca. 1912)

Ralph Lyford (* 22. Februar 1882 in Worcester, Massachusetts; † 3. September 1927 in Cincinnati, Ohio) war ein US-amerikanischer Dirigent und Komponist. Er wurde als Direktor der Cincinnati Opera und als Verfechter der Aufführungspraxis in englischer Sprache bekannt.

## Leben
Ralph Lyford begann sein Studium im Alter von zwölf Jahren am New England Conservatory of Music in Boston, einer seiner Lehrer war dessen Direktor George Chadwick. Sechs Jahre später machte er sein Diplom, war zwei Jahre Assistent von Oreste Bimboni in der Opernabteilung des Konservatoriums und studierte danach Dirigieren bei Arthur Nikisch in Leipzig.
Lyford war mit der Ballerina Ella Gillis verheiratet. Er starb im 45. Altersjahr an einer Herzerkrankung.

## Wirken

### Dirigent
Ralph Lyford unterstützte Claude Debussy bei der Vorbereitung zur Premiere von Le Martyre de Saint Sébastien. Er diente 1907/1908 als stellvertretender Dirigent der San Carlo Opera Company in Boston unter der Leitung von Henry Russell, war von 1908 bis 1914 stellvertretender Dirigent der Boston Opera Company unter Felix Weingartner, arbeitete nach deren Auflösung als Mitarbeiter des in Russland geborenen Opern- und Ballettimpresarios und internationalen Wirtschaftsberaters Max Rabinoff bei dessen Boston Grand Opera Company und war kurze Zeit nochmals in der Opernabteilung des New England Conservatory tätig. 1912 dirigierte er als sein Debüt Donizettis Lucia di Lammermoor am Boston Opera House. Ihr folgten Verdis La traviata, Humperdincks Hänsel und Gretel, von Flotows Martha und weitere Opern des Standardrepertoires. Von 1912 bis 1915 dirigierte er drei Spielzeiten mit nahezu 200 Opernpräsentationen bei der Aborn Opera Company aus New York (die von 1895 bis 1922 aktive Kompagnie war benannt nach ihren Gründern, den Brüdern Milton und Sargent Aborn).
Er wurde 1916 engagiert, um das Cincinnati Conservatory of Music zu organisieren, und leitete dessen Programm bis zu seinem Tod 1927. 1920 gründete er die Summer Opera Association, Vorläuferin der Cincinnati Opera. 1925 wurde er unter Fritz Reiner zum stellvertretenden Dirigenten ernannt. Er leitete die Oper während ihrer ersten prägenden Spielzeiten. Während seiner Amtszeit produzierte und dirigierte er 234 Aufführungen von 30 Opern, darunter Martha, Hänsel und Gretel und Wolf-Ferraris Il segreto di Susanna (auf Englisch) sowie 1921 zum ersten Mal Richard Wagner mit Lohengrin.
Während seiner Amtszeit bei der Cincinnati Opera Company betreute Lyford auch den Komponisten, Sänger und Sammler traditioneller Balladen John Jacob Niles. Niles sagte über ihn: „Ralph Lyford war ein großartiger Dirigent, Lehrer, Humorist und Begleiter. Er hat mir bei den Problemen, die ich beim Spielen von Begleitungen hatte, sehr geholfen.“

### Komponist
Ralph Lyford schrieb hauptsächlich Orchestermusik, darunter 1917 ein Klavierkonzert. Es wurde an der Biennial Convention in Birmingham, Alabama, mit der Pianistin Myra Reed-Skibinsky und dem Russischen Symphonieorchester unter Lyfords Leitung uraufgeführt und gewann den ersten Preis am Wettbewerb der National Federation of Music Clubs. Er komponierte die Oper Castle Agrazant, deren vollständige Version am 29. April 1926 in der Music Hall der Cincinnati Opera uraufgeführt wurde. Für die Oper erhielt er 1925 einen Bispham Memorial Medal Award.